# Baluba
Die Baluba oder Luba sind eine Bantu-Ethnie in Zentralafrika, hauptsächlich in den Regionen West- und Ostkasaï und Katanga in der Demokratischen Republik Kongo. Ihre Sprache ist das Tschiluba (Chiluba) im Westen und Kiluba im Osten. Ihre Bevölkerungszahl beträgt etwa eine Million.

## Geschichte
Die Baluba treten ab dem 5. Jahrhundert als Volk in der heutigen Katanga-Provinz auf, die im Südosten der Demokratischen Republik Kongo liegt. Kooperation in großem Maßstab war notwendig, um in den dortigen Sumpfgebieten Deiche und Drainagekanäle zu bauen und zu unterhalten. Diese Art von gemeinschaftlicher Zusammenarbeit ermöglichte auch den Bau von Dämmen, um während der Trockenzeit in Teichen Fischfang betreiben zu können. Im 6. Jahrhundert bearbeiteten die Baluba Eisen und handelten mit Salz, Palmöl und getrocknetem Fisch. Diese Güter tauschten sie gegen Kupfer, Holzkohle (zur Eisenschmelze), Glasperlen, Eisen und Kaurischnecken aus dem Indischen Ozean.
Ihre Geschichte ist schwer zu erfassen, weil ihre geographische Ausdehnung mehrere Länder umfasst. Mit dem Sammelbegriff Baluba wurden verschiedene Volksgruppen bezeichnet: BaSonge, Bena-Luluwa, BaShilange, Kanyoka", BaBindji, BaLozi, BaBemba, BaSanga, BaHemba, BaLuntu, Shankadi, Baluba-Lubilaschi usw. Das mythenhafte Reich der Baluba in Mukenge oder Matamba in der heutigen Provinz Westkasai entwickelte sich parallel zum Reich der Baluba in der Provinz Katanga (Lwalaba) oder am Tanganjikasee. Wenn David Livingstone, Paul Pogge oder Hermann von Wissmann von Luba sprechen, handelt sich vor allem um Baluba in Mukenge, Mai-Munene oder Matamba und nicht um Baluba jenseits von Lwalaba.

### Königreich Luba
Um 1500, möglicherweise früher, begannen sich die Baluba-Katanga zu einem einheitlichen Staat unter der Führung eines nach dem Willen der Götter regierenden Königs zusammenzuschließen. Der mulopwe (König) entstammte den balopwe, einem Clan, der als Vermittler zwischen der Menschenwelt und der Welt der Götter und Ahnen fungierte. Die Macht des mulopwe war auf drei Säulen gestützt:
1. Er stand einer säkularen Hierarchie von Gouverneuren und Sub-Gouverneuren vor, die bis zu den Dorfvorstehern hinunterreichte.
2. Er zog von den lokalen Herrschern Tribute ein, welche er dann als Geschenke an loyale Anhänger verteilte. In der Praxis wurde dieses Tributsystem zu einem staatlich kontrollierten Handelsnetzwerk.
3. Der mulopwe verfügte über ein hohes spirituelles Ansehen. Er war der Anführer der Geheimgesellschaft der bambudye oder mbudye, zu der alle Könige, Herrscher und Beamten gehörten. Die bambudye-Gesellschaft, zu der Männer wie Frauen gehörten, überschritt die Verwandtschaftsgrenzen und half, das Herrschaftsgebiet zusammenzuhalten. Die „Männer der Erinnerung“ der bambudye waren die Hüter der mündlichen Überlieferung des Volkes.

Das Baluba-System des zeremoniellen Königtums erwies sich als dauerhaft genug, um sich über ganz Zentralafrika auszubreiten. Es wurde, mit Anpassungen, etwa von den Lozi und Lunda übernommen.
Ab etwa 1585 weiteten die Baluba-Katanga ihr Herrschaftsgebiet schnell aus, sicherten die Kontrolle über Kupferminen, Fischerei und Ölpalmanbau. Zu diesem Zeitpunkt waren Baluba-Kasayi bereits Alliierten von Bakongo und von Ovibundu. Nach ca. 1700, vermutet man, übernahmen sie von den Portugiesen Mais und Maniok. Diese Pflanzen vom amerikanischen Kontinent lieferten höhere Erträge als die ihnen zuvor bekannten Kulturpflanzen und ermöglichten damit weiteres Bevölkerungs- und Wirtschaftswachstum. Dies wiederum steigerte Macht und Ansehen der Herrscher.
Von etwa 1780 bis 1870 erreichte das Baluba-Reich in Katanga den Höhepunkt seiner Macht unter den Herrschern Ilunga Sunga (ca. 1780–1810), dessen Sohn Kumwimbe Maniema Ngombe (ca. 1810–1840) und Ilunga Maniema Kabale (ca. 1840–1874). Über Zwischenhändler trieben die Baluba Handel vom Indischen Ozean bis zu den portugiesischen Posten in Angola. Kreuzförmige Kupferbarren und Raffiakleidung dienten als Währung in einem Handel, in dem Pfeilgifte, Trommeln, Tierhäute, Elfenbein und Trockenfisch gegen Rinder, Baumwolle, Glasperlen, Eisen, Werkzeuge und Geräte getauscht wurden. Während dieser Zeit erreichte auch das Baluba-Kasayi-Reich mit dem König Mukenge seinen Weltruhm.

### Niedergang
Ab etwa 1870 begann der Niedergang des Baluba-Königreichs. Das Königtum der Baluba hatte letztlich keine klaren Richtlinien für die Nachfolge, was es anfällig für Nachfolgestreitigkeiten machte. Die Baluba gerieten auch unter Druck durch die Nyamwezi, die aus dem heutigen Tansania in ihr Gebiet drängten, und durch Swahili-Araber, die von der Küste her vordrangen. Sowohl die Nyamwezi als auch die Swahili-Araber verfügten über Feuerwaffen, was sich als entscheidend erwies. Zwar wurden die Baluba nicht erobert, aber die Swahili-Araber konnten ihren Handelszugang zu den Waldvölkern im Norden unterbinden, während die Nyamwezi unter Msidi (Msiri) sie im Handel mit weiter südlich gelegenen Gebieten konkurrenzierten.
Der Niedergang des Baluba-Reiches in Kasayi begann erst später nach der Entmachtung der traditionellen Führung und die Enteignung des Landes durch die kolonialen Mächte. 
Angesichts der Erosion ihrer wirtschaftlichen Situation und ihres dringenden Bedarfs nach Feuerwaffen gingen die Baluba dazu über, Sklavenhandel in großem Maßstab zu betreiben, wobei sie an die Portugiesen in Angola verkauften. Allerdings erlebte auch der Sklavenhandel einen allmählichen Niedergang und die Preise, die für Sklaven erzielt werden konnten, sanken immer mehr. Auch waren die Baluba zusehends weniger zu Überfällen auf andere Völker in der Lage, sodass sie begannen, untereinander Sklavenjagden zu betreiben. Dies beschleunigte den Zerfall der Baluba-Gesellschaft und die Desintegration der politischen Einheit. 1874 wurde Ilunga Kabale getötet, danach war die Linie der Herrscher in verschiedene konkurrierende Fraktionen gespalten. In den 1880er Jahren fiel ein Großteil des Ostkongo unter die Kontrolle des arabischen Sklaven- und Elfenbeinhändlers Tippu-Tip, dessen Gefolgsleute – unbeabsichtigt – die Pocken einschleppten.

### Belgische Herrschaft
1885 sicherte sich Leopold II. von Belgien die Kontrolle über das Gebiet der heutigen Demokratischen Republik Kongo. Er nannte es Kongo-Freistaat und beutete es als Privatkolonie aus. Die Baluba leisteten Widerstand, namentlich in einer größeren Rebellion 1895, nach der viele Baluba zur Zwangsarbeit in den Kupferminen von Katanga herangezogen wurden. Eine andere Rebellion der Baluba wurde von Kasongo Nyembo geführt und nicht vor 1917 unter Kontrolle gebracht. Wie die anderen Völker des Kongo litten auch die Baluba unter der teils grausamen belgischen Kolonialherrschaft („Kongo-Gräuel“; siehe auch Belgische Kolonialherrschaft).

### Nach der Unabhängigkeit
1960 wurde der Kongo von Belgien in die Unabhängigkeit entlassen. Im selben Jahr begann die Sezession Katangas unter den Lunda Moïse Tshombé. Die Baluba waren in der Folge gespalten in Sezessionsbefürworter unter Ndaye Emanuel und Unterstützer der Zentralregierung unter Kisula Ngoye. Letzterer wurde nach dem Ende der Sezession 1965 der dominierende Führer der Baluba.

## Kultur

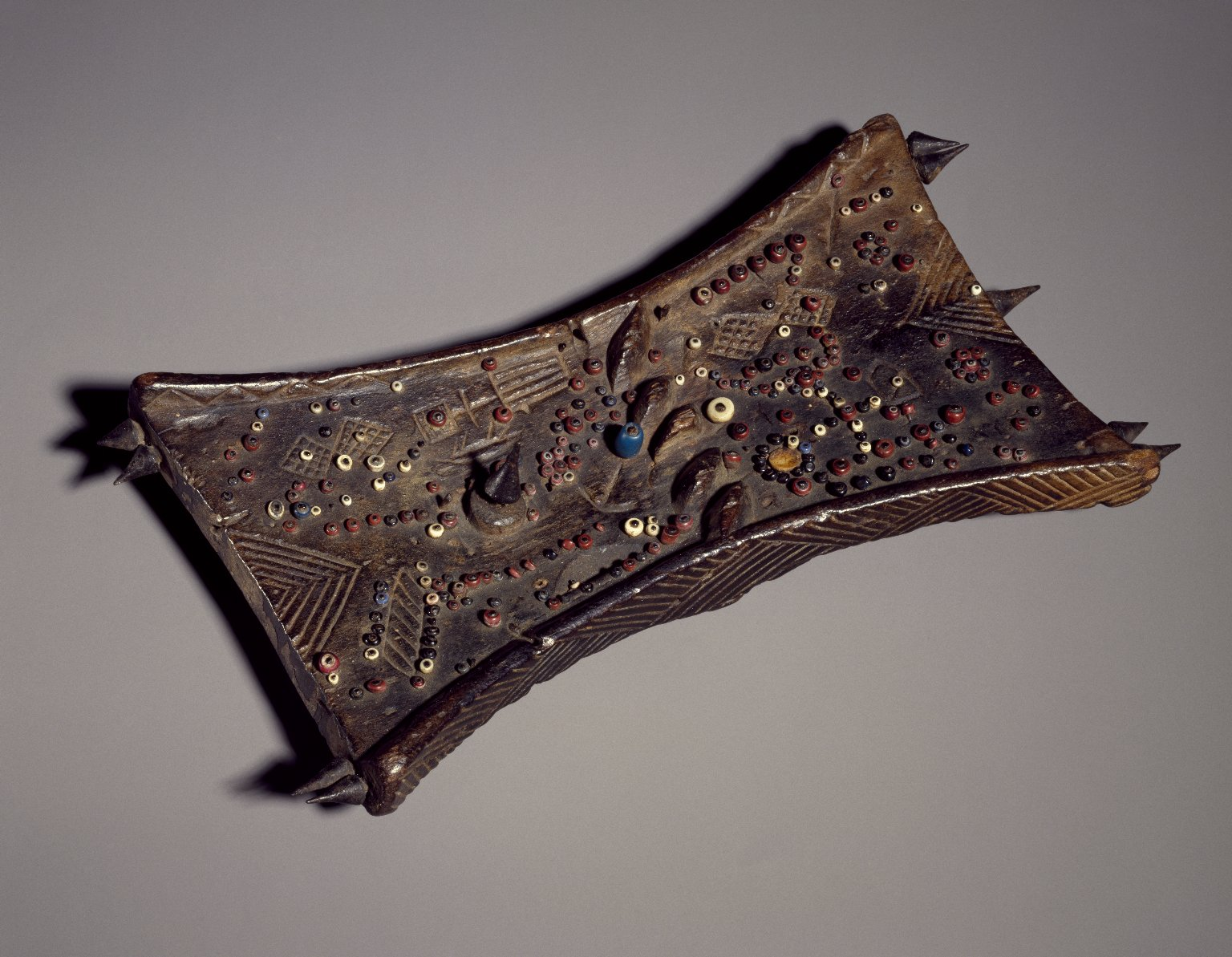
Lukasa, Erinnerungsbrett, Ende 19., Anfang 20. Jh., Holz und Perlen, 25,4 × 14,6 × 4,4 cm, Brooklyn Museum

Traditionell lebten die Baluba in kleinen Dörfern mit rechteckigen Häusern, die entlang einer Straße angeordnet waren. Die Landwirtschaft beruhte auf Brandrodung in Gebieten mit gutem Boden (entlang von Flüssen), ergänzt durch Jagd und Fischerei im umliegenden Buschland. Patrilinear organisierte lokale Dorfvorsteher, die kilolo, herrschten in den Dörfern, unter dem Schutz des Königs. Das kulturelle Leben konzentrierte sich im kitenta, wie der Königshof genannt wurde, welcher später zur dauerhaften Hauptstadt wurde. Der kitenta zog Künstler, Dichter, Musiker und Handwerker an, die dort Förderung von Seiten des Königs und seines Hofstaats erfuhren.
Die bambudya-Gesellschaft hatte ein wichtiges Werkzeug, das ihnen half, den Überblick über die komplexe Geschichte der Baluba zu behalten – das lukasa oder „Erinnerungsbrett“, in dem farbige Glasperlen und Muscheln so eingesetzt waren, dass, wer sie verstand, die Geschichte des Volkes daraus lesen konnte.
Die Baluba waren bekannte Holzschnitzer, die zeremonielle Masken und Symbole des Königtums wie zeremonielle Rohre, Armbänder und Äxte herstellten.
Eine andere Besonderheit der Baluba war kibuta – Hellseherei. Die bilumbu waren spirituelle Medien, die sich in Trance versetzten und in die mboko – heilige Behälter, Körbe, Schüsseln – blickten, um anhand der darin platzierten Ritualobjekte den Willen der Geister und Götter zu deuten.
Heute sind viele Baluba Christen. Der belgische Missionar Placide Tempels veröffentlichte 1945 sein Werk La philosophie bantoue („Bantu-Philosophie“), das Erfahrungen beinhaltet, die er während seines Aufenthalts bei den Baluba gesammelt hatte. Die Luba waren auch für die nach ihnen benannte Missa Luba bekannt.
Das Volk der Bena Riamba in der Region Lubuka, Provinz Westkasaï, pflegte im 19. Jahrhundert einen besonderen Haschischkult, den Hermann von Wissmann auf seiner Expedition 1884 vorfand und später im Westen bekannt machte.